# Franz Nachbaur (Sänger)

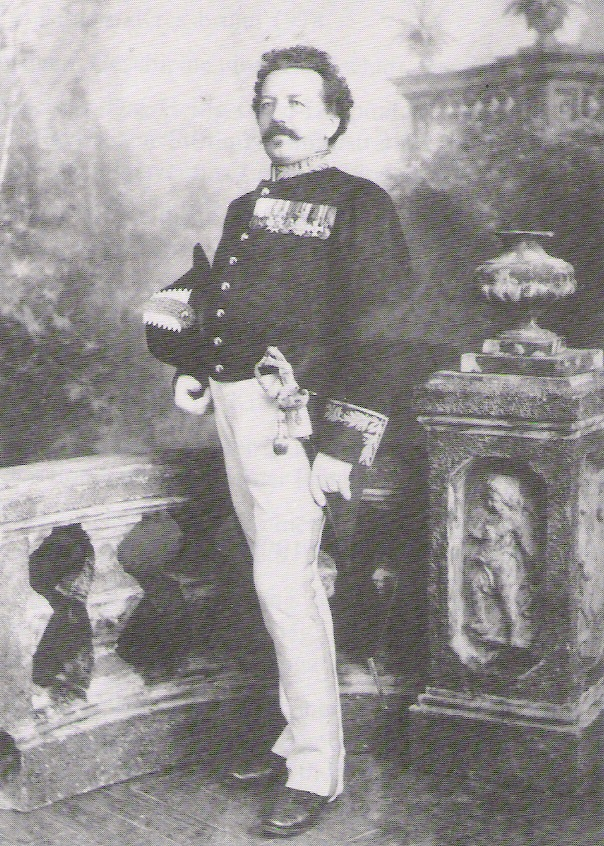
Franz Innozenz Nachbaur

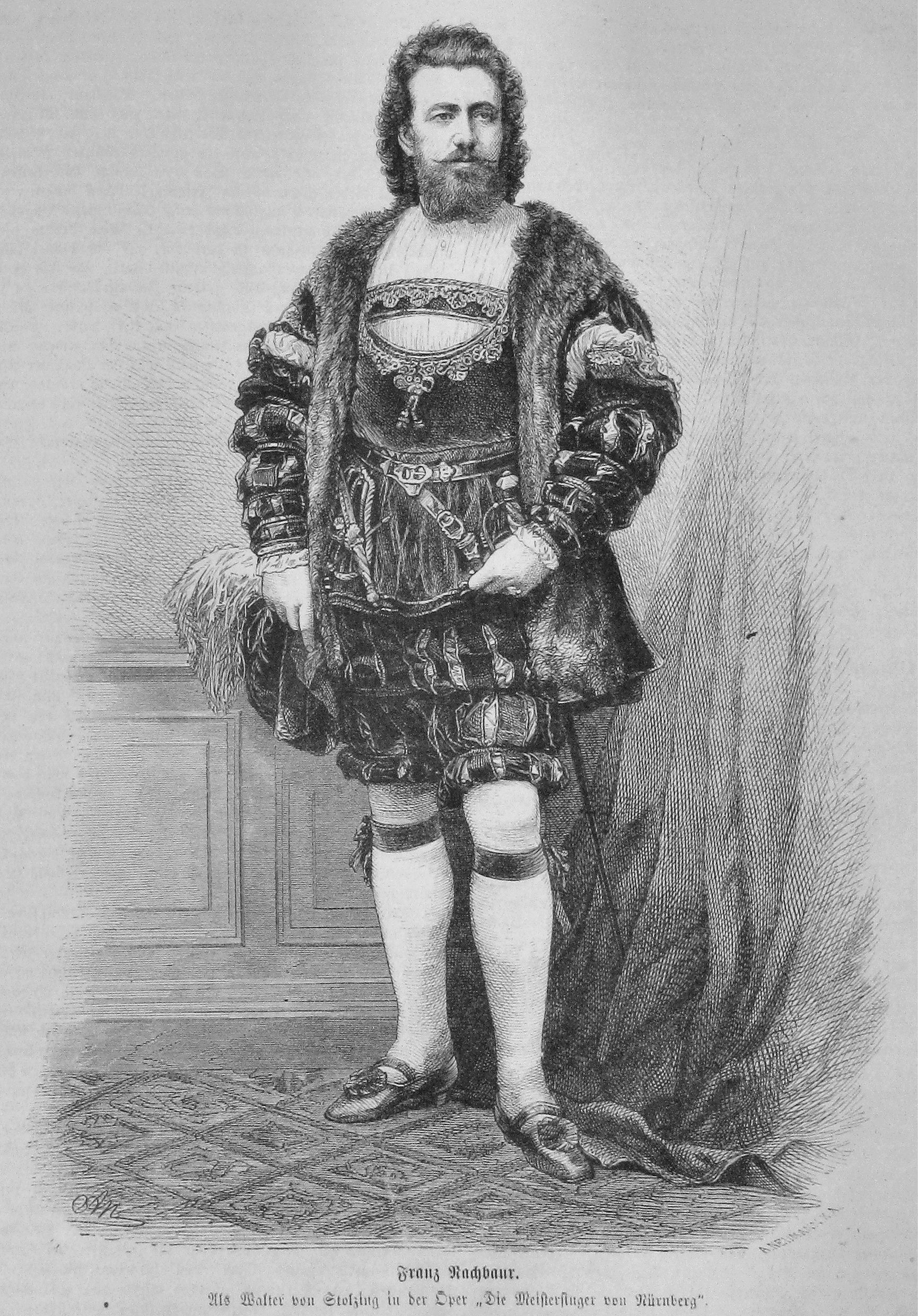
Nachbaur als Walter von Stolzing in der Oper „Die Meistersinger von Nürnberg“

Franz Innozenz Nachbaur, auch Franz Ignaz Nachbaur (* 25. März 1830 bei Kressbronn; † 21. März 1902 in München) war ein deutscher Opernsänger (Tenor) und Hofkammersänger.

## Leben
Innozenz Nachbaur wurde am 25. März 1830 als Sohn des Bauern Fidel Nachbaur und dessen Frau Genoveva, geb. Götz, auf der hochmittelalterlichen Burg Gießen im Argental beim heutigen Kressbronn am Bodensee in Baden-Württemberg geboren. Den Namen Franz hat er sich erst später zugelegt.
Im Chor seiner Dorfkirche in Laimnau sang Nachbaur schon als Achtjähriger mit. Ab 1854 besuchte Nachbaur die Baugewerbeschule in Stuttgart. Während dieser Zeit wollte er Chorist an der Stuttgarter Hofbühne werden und ließ sich deshalb von dem damaligen Leiter der Hofbühne, Pischek, testen, bekam aber Stimme und Talent abgesprochen. Nachbaur kehrte zurück auf den heimatlichen Hof und arbeitete dort und in der Umgebung als Handwerker. Über Tettnang, Basel und Paris kam er, finanziell unterstützt vom Bankier Alfons Passavant, zum Gesangslehrer Lamperti nach Mailand.
Während seiner Zeit in Prag heiratete Nachbaur die Kaufmannstochter Maria Pulina Albina Löbl, mit der er zusammen vier Kinder hatte.
Franz Innozenz Nachbaur starb 1902 an den Folgen einer geplatzten Kopfader. Er wurde auf dem Münchner Nordfriedhof beigesetzt.
Sein Sohn war der Schauspieler und Intendant Franz Nachbaur (1873–1926), einer seiner Enkelsöhne der Diplomat und Widerstandskämpfer Eduard Brücklmeier (1903–1944).

## Berufliches Wirken
Nach zwei Jahren Studium übernahm Nachbaur ab 1859 Engagements in Meiningen, wo er in die Freimaurerloge Charlotte zu den drei Nelken aufgenommen wurde, am Hoftheater in Hannover, am Prager Theater unter Leitung von Direktor Franz Thomé, in Wien und am großherzoglichen Hoftheater in Darmstadt. Hier hörte König Ludwig II. von Bayern den Sänger und ließ ihn für das Münchner Hof- und Nationaltheater verpflichten. Großherzog Ludwig III. von Hessen verlieh ihm nachträglich am 29. März 1870 die goldene Verdienstmedaille für Wissenschaft Kunst, Industrie und Landwirtschaft. Während der Uraufführung der Meistersinger von Nürnberg am 21. Juni 1868 sang Nachbaur die Partie des Walter von Stolzing und eroberte im Sturm ein jubelndes Publikum.
700 Mal trat Nachbaur auf der Bühne des Münchner Hoftheaters auf. Sämtlichen Wagner-Opern hat er seine Stimme geliehen. Neben dem Walter von Stolzing und dem Lohengrin (127 Mal soll er ihn gesungen haben) sang Nachbaur auch gerne die Rolle des Postillon von Lonjumeau, mit der er sich am 13. Oktober 1891 von der Bühne verabschiedete.
Franz Innozenz Nachbaur, Josef Kainz (1858–1910) und Emil Rohde (1839–1913) waren jene drei unter den Münchner Bühnenkünstlern, die zu König Ludwig II. in engeren persönlichen Beziehungen standen.